# Adolf Born

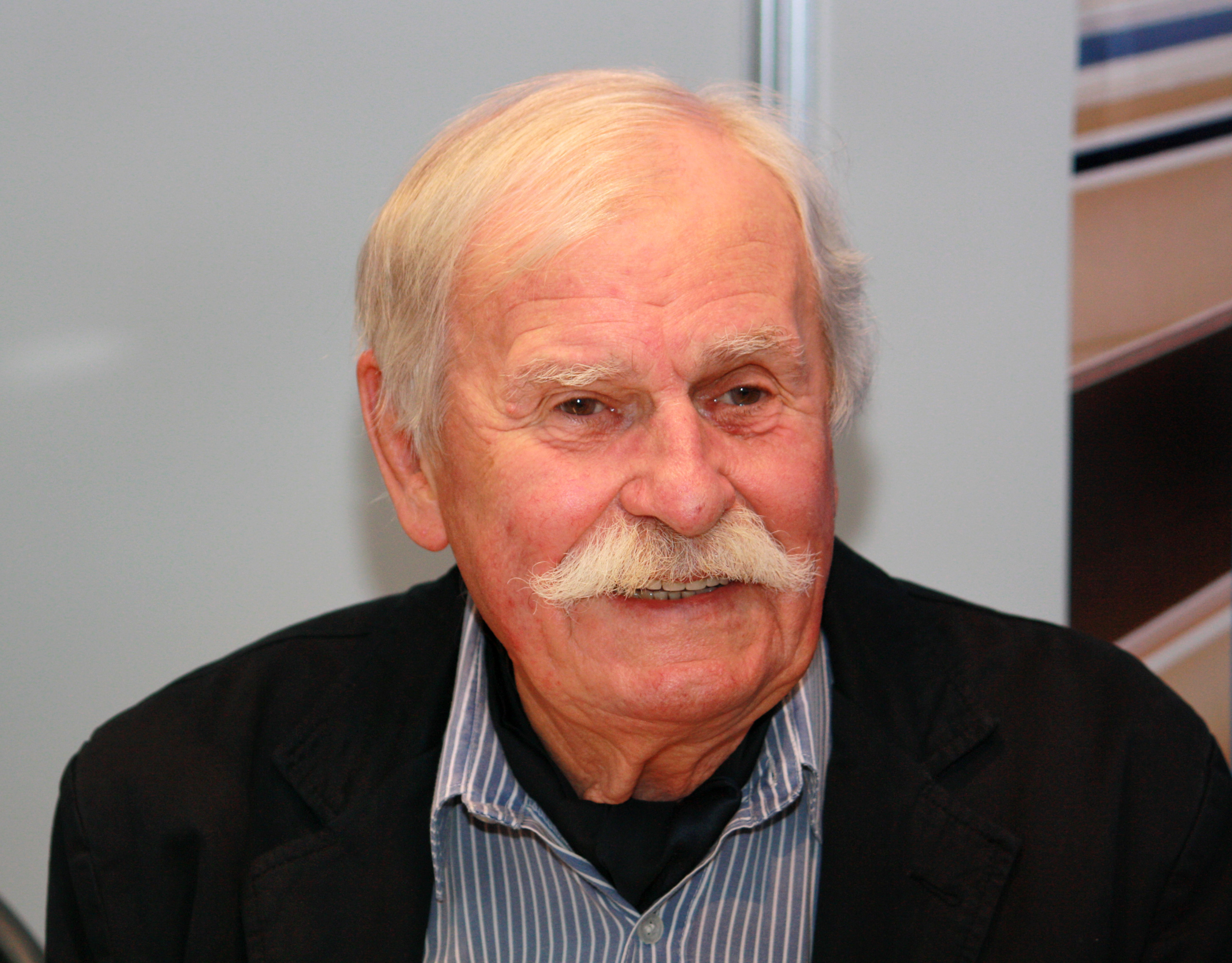
Adolf Born (2010)

Adolf Born (* 12. Juni 1930 in České Velenice; † 22. Mai 2016 in Prag) war ein tschechischer Karikaturist und Grafiker. Er hat etwa 230 Bücher illustriert  sowie bei 22 Zeichentrickfilmen und an 50 Film- bzw. Serienproduktionen mitgewirkt.

## Leben
Born wurde 1930 in dem geteilten Grenzstädtchen České Velenice, dessen österreichischer Teil Gmünd ist, geboren. Seine Eltern gehörten zur deutschsprachigen Bevölkerung der Tschechoslowakei. 1935 zog die Familie nach Prag. Von 1949 bis 1950 studierte er Kunsterziehung bei Cyril Bouda an der Pädagogischen Fakultät der Karls-Universität in Prag. Parallel dazu besuchte er bis 1952 die Prager Schule für angewandte Kunst, wo ihn der Karikaturist Antonín Pelc für dieses Medium begeisterte. Ab 1953 studierte er für zwei Jahre an der Akademie der Schönen Künste und Malerei.
Nach dem Studium widmete er sich der Illustration von Büchern und zeichnete Karikaturen für die Tagespresse. 1961 war er auf der zweiten Pariser Biennale vertreten. 1968 ließ er sich nach der kurzen Periode des Prager Frühlings aus Protest gegen den Einmarsch des Warschauer Paktes einen Franz-Joseph-Bart stehen, den er bis zu seinem Tod trug. 1973 wurde seine öffentliche Arbeit von der einheimischen Zensur verboten.
Danach war er Trickfilmzeichner, Buchillustrator und Grafiker. Seine zahlreichen Farblithografien verknüpften und verknüpfen die Ansprüche der bildenden Kunst mit denen der humoristischen Unterhaltung. Es sind die Phantasmagorien einer imaginären Vergangenheit, deren jüngste Ausläufer bis kurz vor die Zeit seiner Geburt reichen, die Adolf Born in die Nähe des Phantastischen Realismus rücken. Lustige Fabelwesen und Spukgestalten bevölkern seine nicht selten auch unaufdringlich erotischen Bilder.
Preise für Trickfilm, Cartoon, Grafik und Buchillustrationen bekam er in Italien, Frankreich, Spanien, Finnland, Belgien, in der Bundesrepublik Deutschland, der DDR, in der Türkei, dem Iran, in Kanada und Australien. In Deutschland wurde er durch seine regelmäßige Teilnahme am Oberhausener Kurzfilmfestival und Ausstellungen in Berlin, Stuttgart, Baden-Baden, München, Hannover und Konstanz bekannt.
Seit der samtenen Revolution von 1989 bekam er von der tschechischen Post Aufträge für Briefmarkenentwürfe. Außerdem entwarf Adolf Born Kostüme und Bühnenbilder für das Tschechische Nationaltheater, wie z. B. für Antonín Dvořáks Oper Die Teufelskäthe in der Spielzeit 2009/2010. Adolf Born lebte und arbeitete in Prag.

## Publikationen (Auswahl)
Als Autor
- Bilderbuch der Verführungskunst. Mit einigen Empfehlungen für angehende Liebhaber von Lothar Kusche. 2. Aufl. Eulenspiegel, Berlin 1979 (DNB 800358813).
- Bilderbuch der Reisekunst. Mit einigen Empfehlungen für an- und abgehende Reisende von Lothar Kusche. Eulenspiegel, Berlin 1982 (DNB 830751807).
- Lothar Kusche (Hrsg.): Adolf Borns Traumreisen. Dokumente einer touristischen Lust. Gerstenberg, Hildesheim 1983, ISBN 3-8067-3005-9.
- Adolf Born. Autobornografie Slovart, Prag 2010, ISBN 978-80-7391-363-2.

Als Illustrator
- Hana Neborová: Der Golem. Gerstenberg, Hildesheim 2006. ISBN 978-3-8067-5126-0.
- Rudyard Kipling: Das Dschungelbuch cbj, München 2007, ISBN 978-3-570-13296-8.
- Brüder Grimm: Märchen. cbj, München 2004, ISBN 3-570-12678-1.
- Jean de La Fontaine: Fabeln. Bertelsmann, München 2001, ISBN 3-570-12642-0.

## Filmografie
| - 1963 Až já budu velký - 1963 Chlapíci - 1964 Malá papírová revue - 1964 Nejde jen o krasný úsměv - 1964 Od A do Z - 1964 O Prahu krásnější - 1964 Pro koho? Pro sebe! - 1965 Dvojník - 1965 Neštovice - 1965 Výročí VHO - 1966 Úvahy kolem bydlení - 1966 The Hobbit - 1967 Poklad pana Arna - 1967 Rohatá princezna - 1968 Air India - 1968 Boj stále trvá - 1968 Příliš mnoho něhy - 1969 Šest černých dívek aneb Proč zmizel Zajíc? (Six Black Girls) Maler und Zeichner - 1970 Jak se moudrý Aristoteles stal ještě moudřejším - 1970 Nůžky - 1972 Co kdyby...? (What if...) Regie, Drehbuch - 1973 Ze života ptáků (A bird's life) Regie | - 1974 Jak utopit doktora Mráčka - 1974 Nesmysl (Nonsense) Regie - 1975 Hugo a Bobo (Hugo and Bobo) Regie, Drehbuch - 1975 O třech písmenkách - 1976 O utrženém sluchátku Regie - 1976 Cirkulace Regie - 1977 Ze života dětí Regie - 1977 Školní výlet Regie - 1977 Člověk neandrtálský Regie - 1978 Zoologická zahrada Regie - 1978 Kropáček má angínu Drehbuch - 1979 Přírodní zákony Regie - 1979 Piráti Regie - 1981 Mindrák (Inferiority Complex) Regie, Produktionsdesign - 1982 Dobrodružství Robinsona Crusoe, námořníka z Yorku Art Director - 1985 Mach a Šebestová k tabuli! Regie, Drehbuch - 1985 O Matyldě s náhradní hlavou - 1985 Imago - 1986 Žofka a spol. - 1989 O chlapečkovi, který se stal kredencí - 1990 O vodovodu, který zpíval v opeře - 1993 Indiánská princezna |